# Rivoluzione francese nei Castelli Romani e a Velletri
I Castelli Romani e Velletri alla fine del XVIII secolo erano governati da varie famiglie nobiliari romane o direttamente dalla Santa Sede tramite la Reverenda Camera Apostolica.
Frascati, Castel Gandolfo, Albano e Velletri erano Possessi Inalienabili della Santa Sede, dunque gestiti dalla Camera Apostolica.
Marino e Rocca di Papa erano invece governate dalla famiglia Colonna, mentre l'Abbazia di Grottaferrata con il suo territorio era retta dall'Abate Commendatario cardinal Ercole Consalvi.
Ariccia era un feudo dei Chigi, Genzano e Lanuvio dipendevano dagli Sforza-Cesarini, Nemi dai Braschi, Colonna dai Pallavicini, Rocca Priora dalla famiglia Savelli, e infine Monte Porzio Catone e Monte Compatri erano infeudate ai Borghese.
Questa la situazione quando, il 28 dicembre 1797, venne ucciso a Roma il generale Mathurin-Léonard Duphot.

## La prima e la seconda occupazione francese

### I precedenti all'uccisione di Duphot
Prima di Duphot, un altro francese era stato ucciso a Roma: Nicolas Jean Hugon de Basseville, messo francese a Roma, trucidato dal popolo mentre percorreva il Corso, il 13 gennaio 1793.
La sua morte era stata pagata dal Papa Pio VI quando Napoleone Bonaparte (all'epoca ancora comandante dell'Armata d'Italia) nel 1797 aveva invaso lo Stato Pontificio e dopo aver saccheggiato Loreto ed Ancona aveva imposto alla Santa Sede l'Armistizio di Bologna (poi modificato dal Trattato di Tolentino del 19 febbraio 1797). Il Trattato prevedeva, oltre al risarcimento alla famiglia Basseville, la cessione di Avignone e dintorni alla Francia (territorio pontificio già occupato manu militari dai francesi), il pagamento di 36 milioni di lire alla Repubblica Francese, l'autorizzazione a trasportare circa 100 opere d'arte dai territori pontifici per portarle in Francia.
Dopo l'invasione di Napoleone degli Stati Pontifici, la tradizione vuole che molte statue ed immagini di Madonne piangessero, e tra queste vi fu anche la Madonna di Giani, a Marino, oggi esposta sulla facciata di una casa su Corso Vittoria Colonna.
L'uccisione di Duphot davanti a Villa Corsini (sede dell'Ambasciata di Francia), nell'ambito della sollevazione di una mancata sommossa giacobina, da parte di un ufficiale della Guardia Civica, costituì il pretesto per i francesi di entrare a Roma.

### L'occupazione militare francese e la proclamazione della Prima Repubblica Romana
Il 9 febbraio 1798 il generale Berthier compare a Monte Mario, e nella nottata del giorno successivo entra nell'Urbe da Porta del Popolo, occupando poi Castel Sant'Angelo, il tutto senza colpo ferire. Nel frattempo da Porta San Giovanni iniziano a fuggire i primi cardinali, tra i quali Giuseppe Albani, vescovo di Velletri, che riparerà proprio lì.
Pio VI si affrettò ad inviare a Berthier 40 bottiglie di vino, una vitella da latte e uno storione, mentre il Berthier invia al Papa una richiesta molto perentoria: 4 milioni in contanti e 2 milioni in buoni; un risarcimento per la famiglia Duphot; lo scioglimento di tutte le forze armate pontificie tranne 500 uomini e la Guardia Svizzera, i Cavalleggeri e i Corazzieri; la cessione alla Francia di tutti i codici e di tutte le opere d'arte in possesso delle Belle Arti; due mausolei a Basseville e Duphot sul Campidoglio. Il Papa dopo aver letto queste richieste commentò: "Non gli resta da chiedere che questo mucchio d'ossa, che ben presto si scioglierà".
La mattina del 15 febbraio 1798 nel Foro alla presenza dei generali Jean Baptiste Cervoni e Gioacchino Murat, di 300 patrioti (tra cui il principe di Genzano e Lanuvio Francesco Sforza-Cesarini), e di 3 notai venne proclamata la Repubblica Romana, gemellata a quella Francese. Il giorno dopo il Cervoni annunciò la proclamazione della Repubblica dal balcone di Montecitorio.
Alle ore 11 del 19 febbraio Pio VI abbandonò l'Urbe uscendo da Porta Angelica diretto a Siena.

### Nascono le Repubbliche Sorelle
La minoranza di borghesi filo-francesi di Albano proclamò un'altra Repubblica. Sicché il 18 febbraio 1798 ad Albano si piantava l'albero della libertà sotto Palazzo Savelli, venivano distrutti i simboli del vecchio regime, e si costituiva una Repubblica Albanense che aveva come motto: "Libertà-Uguaglianza-Religione".
Lo stesso giorno anche Velletri, per opera specialmente del sacerdote Don Dionisio Pagnoncelli, poi ucciso a Lanuvio da un oppositore mentre propagandava i principi rivoluzionari, costituì la Repubblica Velletrana.
Anche Frascati in breve proclamava, sempre il 18 febbraio, la Repubblica Frascatana e venivano piantati alberi della libertà nelle piazze principali della cittadina.
Il giorno successivo, 19 febbraio, le tre neonate Repubbliche si dichiararono gemellate a quella Romana.
A Marino la Repubblica nacque solo ai primi di marzo del 1798, e venne piantato un albero della libertà in Piazza San Barnaba.
Le autorità repubblicane dovettero affrontare difficoltà notevoli, specialmente quelle di Frascati, Albano e Velletri, dove la subitanea scomparsa della Camera Apostolica aveva lasciato le cittadine in balia di sé stesse.
Ad Albano, dopo i primi provvedimenti d'ordine pubblico (il 20 febbraio venne costituita la polizia locale), si cercò di accattivarsi i favori della gente con abbassamenti di tasse malviste: per la molitura del pane nelle mole di Castel Gandolfo la tassa fu ridotta da 55 a 40 baiocchi con deliberazione del 22 febbraio, ma il 5 marzo da Roma arriverà l'ordine di riportarla a 50. La Comunità d'Albano evidentemente faticava molto, tanto che sempre del 22 è una proposta di ipotecare i beni comunali, che sarà scartata dal governo centrale di Roma.
Il popolo, comunque, dopo l'iniziale gioia per la libertà, si accorge dei difetti della Repubblica così brutalmente imposta: sempre ad Albano addirittura viene emanato il divieto di vendere pane ai forestieri, mentre a Frascati si registrano problemi di ordine pubblico con sequestri e sparatorie nelle strade.

### Insurrezione generale
Il 25 febbraio 1798 i Trasteverini insorsero al grido di "Viva Maria! Viva il Papa!". Circa 300 ribelli attraversano Ponte Sisto diretti a Montecitorio, ma l'intervento della cavalleria francese li respinge all'interno delle case, da cui si spara in azioni di guerriglia.
L'eco della sommossa arriva anche in Provincia, e Castel Gandolfo, Albano e Velletri insorgono scacciando i loro governi repubblicani.
Ai castellani conveniva più il governo papale, che dal 1710 aveva concesso alla località sul Lago l'ambito titolo di Villa Pontificia, con annessi titoli e privilegi. Gli albanensi erano rimasti molto delusi dalla loro Repubblica, e i velletrani erano tra l'altro sollecitati dal loro vescovo cardinal Albani.
Non insorgeranno Ariccia, dove il clero sederà i tumulti; Genzano e Lanuvio, rette dal principe filo-repubblicano Sforza-Cesarini; infine Marino e Frascati.
Anzi, i marinesi appoggiarono le truppe francesi comandate da Murat venute per contrastare i ribelli.
Questi ultimi si organizzarono e misero in piedi un esercito dotato anche di piccoli cannoni trovati nelle armerie locali.
Nella Battaglia di Frattocchie, la notte del 28 febbraio 1798, i due contingenti si scontrarono. I francesi comandati da Murat, guidati dal frascatano Bartolomeo Bona che comandava un reparto di marinesi, aggirarono le linee nemiche sfruttando viottoli di campagna e misero in rotta i reazionari. Quindi i vincitori marciarono per snidare i rivoltosi e vi furono violenti scontri nel Palazzo Pontificio di Castel Gandolfo e sulla via Appia all'inizio e alla fine di Albano, a Villa Muti (dove si dice che un ragazzino con un trombone abbia steso 7 cavalieri francesi) e al cosiddetto Sepolcro degli Oriazi e dei Curiazi.
Quindi Albano venne messa al sacco mentre Murat venne ricevuto con tutti gli onori a Palazzo Doria, dove gli viene offerto un pranzo dagli esponenti della Repubblica Albanense. Alle 23 del 1º marzo 1798 i francesi rientrarono in Roma portano con sé quelle che i giornali repubblicani dell'epoca chiamano: "le spoglie del nemico vinto", e che altre fonti dicono fossero tegami, materassi, argenteria, poi rivenduti il giorno dopo dai militari in Piazza San Pietro.
Del 10 marzo è una lettera di Murat ai velletrani con cui si perdona loro la ribellione, mentre nello stesso tempo il generale Championnet scrive elogiando i marinesi che "hanno versato il loro sangue per la Repubblica", come avevano promesso le autorità locali.

### Tra francesi e napoletani
Ad Albano la Repubblica va avanti stentatamente: il 12 marzo un'Assemblea Popolare a Palazzo Savelli decide di cambiare il Presidente, mentre si procede all'arruolamento di forze di polizia: fatto interessante perché dà delle cifre sulla Albano d'allora, che contava all'incirca 2 500 abitanti, 430 capifamiglia e grossomodo altri 700 uomini validi tra i 18 e i 50 anni. Inoltre si stabilisce un calmiere per i prezzi della manodopera, il 17 marzo, ed uno per le merci, il 25; e vista la carenza d'olio viene requisito quello dei monaci di Santa Maria delle Grazie, che lo volevano imboscare per venderlo al prezzo giusto anziché ribassato.
Il 16 marzo sempre ad Albano usciva una ordinanza sul rispetto delle feste e contro le bestemmie: d'altra parte ricordiamo che il motto della Repubblica era "Libertà-Uguaglianza-Religione": la città vescovile rimaneva tale anche se il suo vescovo, il cardinal Luigi Valenti Gonzaga, era fuggito a Parma poiché ammalato. Inoltre il 26 marzo la Comunità decise di restaurare la cadente Cattedrale di San Pancrazio spendendo 72 scudi pagati dal Capitolo.
A Frascati si registravano invece le abituali prepotenze di facinorosi ai danni di persone ricche: loschi individui terrorizzarono due donne abbienti che risiedevano vicino alla Cattedrale piazzandosi davanti alla loro porta con dei cappi in mano, finché quelle non lanciarono loro del denaro.
Nel frattempo il 6 settembre arrivava a Roma la notizia che ad Abukir i francesi erano stati sconfitti dal Commodoro Nelson, che sbarcò a Napoli, dove esortò il re Ferdinando IV a marciare sullo Stato Pontificio per cacciarne i francesi. Il Re accettò, mettendo in campo forze coscritte: ai 20.000 uomini scelti dell'esercito borbonico si aggiunsero altre migliaia di contadini inesperti. L'armata si avviò dunque su Roma.
Championnet decide di giocare di tattica e, lasciati 400 uomini a Castel Sant'Angelo e una posterla smurata nei pressi del Castello, nel tardo pomeriggio del 27 novembre 1798 ordina di abbandonare Roma. Mentre i francesi escono per Porta del Popolo, i napoletani entrano per Porta San Giovanni dopo aver definitivamente abolito le posticce e traballanti Repubbliche Sorelle.
Il 29 novembre entra a Roma Ferdinando, mentre il grosso dell'esercito napoletano viene accampato nelle località dell'Agro: ad Albano il brigante Fra Diavolo, con le immaginabili conseguenze, e a Marino altre milizie che saccheggiano senza scrupoli salvo poi celebrare una solenne messa in suffragio dei caduti napoletani nella Basilica di San Barnaba.
Il 7 dicembre i francesi rientrano a Roma di sorpresa per la seconda volta, cogliendo impreparate le deboli truppe napoletane, che fuggirono in disordine verso sud. Ma le Repubbliche Sorelle tacciono, non abbiamo più atti in merito al loro operato.
Il 23 gennaio 1799 i francesi entreranno a Napoli creandovi la Repubblica Partenopea, ma ben presto l'abbandoneranno sotto l'incalzare dell'orda del cardinal Ruffo di Calabria, che aveva creato un'armata di briganti in cerca di riscatto e contadini; Il 19 settembre 1799 i francesi abbandonano definitivamente Roma, e il 30 settembre i napoletani vi torneranno da vincitori in attesa di restituirla al Papa Pio VII, intanto eletto a Venezia.

## La seconda occupazione Francese
Il 2 febbraio 1805 i francesi tornano a Roma da vincitori, 4 anni dopo esserne usciti da sconfitti. Il 17 maggio 1805 il territorio del Lazio venne accorpato all'Impero francese (Napoleone Bonaparte si era autoincoronato Imperatore dei Francesi il 2 dicembre 1804 a Notre-Dame alla presenza di Pio VII).
Di conseguenza, anche i Castelli si trovarono ad essere un angolo di Francia. Albano, Marino, Frascati e Velletri furono proclamate capo-cantoni.
Nel 1808 venne abolito il feudalesimo. Di conseguenza tutte le comunità costituirono una Municipalità, e Grottaferrata, feudo fino ad allora dell'Abate commendatario cardinal Ercole Consalvi, essendo troppo piccola per costituire municipio a sé stante, fu accorpata a Marino.
La legge intanto imponeva al clero il giuramento allo Stato: molti religiosi si rifiutarono di prestarlo, subendo la persecuzione francese. Al ritorno di Pio VII il clero marinese fu insignito dell'ordine della Trabea Sacra proprio per aver resistito in questo modo.
Nel 1810 venne estesa ai territori dell'ex-Stato Pontificio la legge eversiva dei beni ecclesiastici: subirono la soppressione tutti i conventi dei Castelli, eccezion fatta per l'Abbazia di Grottaferrata, dove i monaci poterono rimanere, data l'antichità dell'istituzione.
La dominazione francese durò fino al 1814, quando dopo l'armistizio di Fontainebleau cadde l'Impero di Napoleone Bonaparte.